# Ahn Ji-hyun
Ahn Ji-hyun (* 10. Juli 1992 in Busan) ist eine südkoreanische Schauspielerin.

## Leben und Karriere
Ahn wurde am 10. Juli 1992 in Busan geboren. Ihr Debüt gab sie 2010 in der Serie Drama City. Danach spielte sie in The Flu mit. 2013 bekam sie eine Rolle in While You Were Sleeping. Außerdem wurde sie für die Serie Drama City gecastet. Ahn trat in der Serie Koisuru Maison ~Rainbow Rose~ auf. Unter anderem war Kim 2016 in der Serie Guardian: The Lonely and Great God zu sehen. Außerdem spielte sie in Jo Pil-ho: The Dawning Rage die Hauptrolle.

## Filmografie (Auswahl)
Filme
- 2013: The Flu
- 2013: Hello Seoul
- 2019: Jo Pil-ho: The Dawning Rage

Serien
- 2010: Drama City
- 2012: Koisuru Maison ~Rainbow Rose~
- 2013: School 2013
- 2013: Secret Love
- 2014: The Full Sun
- 2014: Gunman in Joseon
- 2016: Guardian: The Lonely and Great God
- 2017: Prison Playbook
- 2018: Time
- 2018: When Time Stopped